# Euxoa novangliae
Euxoa novangliae là một loài bướm đêm trong họ Noctuidae.